# Antananarivo-Atsimondrano
Antananarivo-Atsimondrano är ett distrikt i Madagaskar.   Det ligger i regionen Analamanga, i den centrala delen av landet, 8 km öster om huvudstaden Antananarivo.